# Amphotéricine B
L'amphotéricine B est un acide organique aux propriétés antifongiques. Il est extrait de Streptomyces nodosus, il fait partie des Macrolides antifongiques constitué d'un cycle à 36 carbones. Elle est utilisée par voie intraveineuse dans des infections systémiques fongiques, ainsi que par voie orale pour les atteintes muqueuses ORL ou digestives, en particulier les candidoses et Aspergilloses invasives.
L'AmBisome est une formulation liposomale d'amphotéricine B pour injection, développée par NeXstar Pharmaceuticals en 1999.
La formule chimique de l'amphotéricine B est C47 H73 NO17.

## Utilisations
En usage vétérinaire, l'amphotéricine B fonctionne dans certains cas et pas sur tous les sujets en curatif dans le traitement de la mégabactériose (ou proventriculite) des oiseaux pris à temps.
Chez l'homme, les principales indications de l'amphotéricine B sont la cryptococcose ou les mycoses exotiques sévères. L'amphotéricine B liposomale est indiquée en cas de candidose systémique, d'aspergillose invasive, de mucormycose ou d'histoplasmose chez les patients infectés VIH, de leishmaniose et est aussi indiquée dans le traitement empirique des infections fungiques chez le neutropénique fébrile.
L'amphotéricine B, chez l'homme, s'utilise dans les infections à Candida sp., Aspergillus sp. et Cryptococcus sp. pour les champignons. Il permet aussi le traitement de la leishmaniose un protozoaire parasitaire.
L'amphotéricine B pourrait aussi être utilisé dans le cadre d'une méningo-encéphalite amibienne primaire (PAM) souvent mortelle causée par l'amibe libre Naegleria fowleri, bien qu'elle ne soit pas universellement efficace.

## Mécanisme d'action
L'amphotéricine B interagit avec l'ergostérol présent dans la membrane des levures et champignons sensibles pour former des pores, canaux perméables aux cations, comme le potassium qui sort du cytoplasme.
En effet, sa structure en macrocycle a un côté hydrophile polyol constituant le cœur du pore, et un côté hydrophobe polyène associant l'ergosterol, constituant l'extérieur du pore .

## Effets secondaires
Collapsus cardio-vasculaire, malaise général, fièvre, frissons, insuffisance rénale (deux fois moins fréquente avec la forme liposomale), hypokaliémie (perte de potassium), hypomagnésémie, anémie, thrombopénie (baisse des plaquettes).

## Divers
L'amphotéricine B fait partie de la liste des médicaments essentiels de l'Organisation mondiale de la santé (liste mise à jour en avril 2013).